# Urara Ashikawa
Urara Ashikawa (Shizuoka, 8 marzo 2003) è una ginnasta giapponese, campionessa del mondo alla trave nel 2021.

## Carriera

### 2021

#### Olimpiadi di Tokyo
Il 25 luglio gareggia nelle Qualificazioni, in seguito alle quali si classifica al nono posto per la finale alla trave, diventando quindi prima riserva.
Il 3 agosto, in seguito al ritiro di Larisa Iordache, accede alla finale alla trave, che termina in sesta posizione.